# Гілярув (Великопольське воєводство)
Гілярув (пол. Hilarów, нім. Hilarhof) — село в Польщі, у гміні Яроцин Яроцинського повіту Великопольського воєводства.
Населення — 178 осіб (2011).
У 1975-1998 роках село належало до Каліського воєводства.

## Демографія
Демографічна структура станом на 31 березня 2011 року:
|          | Загалом | Допрацездатний вік | Працездатний вік | Постпрацездатний вік |
| -------- | ------- | ------------------ | ---------------- | -------------------- |
| Чоловіки | 84      | 18                 | 59               | 7                    |
| Жінки    | 94      | 20                 | 54               | 20                   |
| Разом    | 178     | 38                 | 113              | 27                   |